# Grentaggsvamp
Grentaggsvamp (Climacodon septentrionalis) är en svampart som först beskrevs av Elias Fries, och fick sitt nu gällande namn av Petter Adolf Karsten 1881. Enligt Catalogue of Life ingår Grentaggsvamp i släktet Climacodon,  och familjen Phanerochaetaceae, men enligt Dyntaxa är tillhörigheten istället släktet Climacodon,  och familjen Meruliaceae. Arten är reproducerande i Sverige. Inga underarter finns listade i Catalogue of Life.
Ekologi.
I Sverige är grentaggsvampen i första hand parasit på äldre lönnar i kulturlandskapet. Den är sällsynt (NT) och minskar i takt med de gamla lövträden i kulturlandskapet. Fruktkroppen är ettårig och följs av allvarlig vitröta. De svenska fynden är i huvudsak koncentrerade till Bergsslagen och västra Uppland. Den globala utbredningen sträcker sig i ett nordligt bälte från nordöstra Nordamerika över Europa till Stilla havet.